# Buffalo Bull’s Back Fat

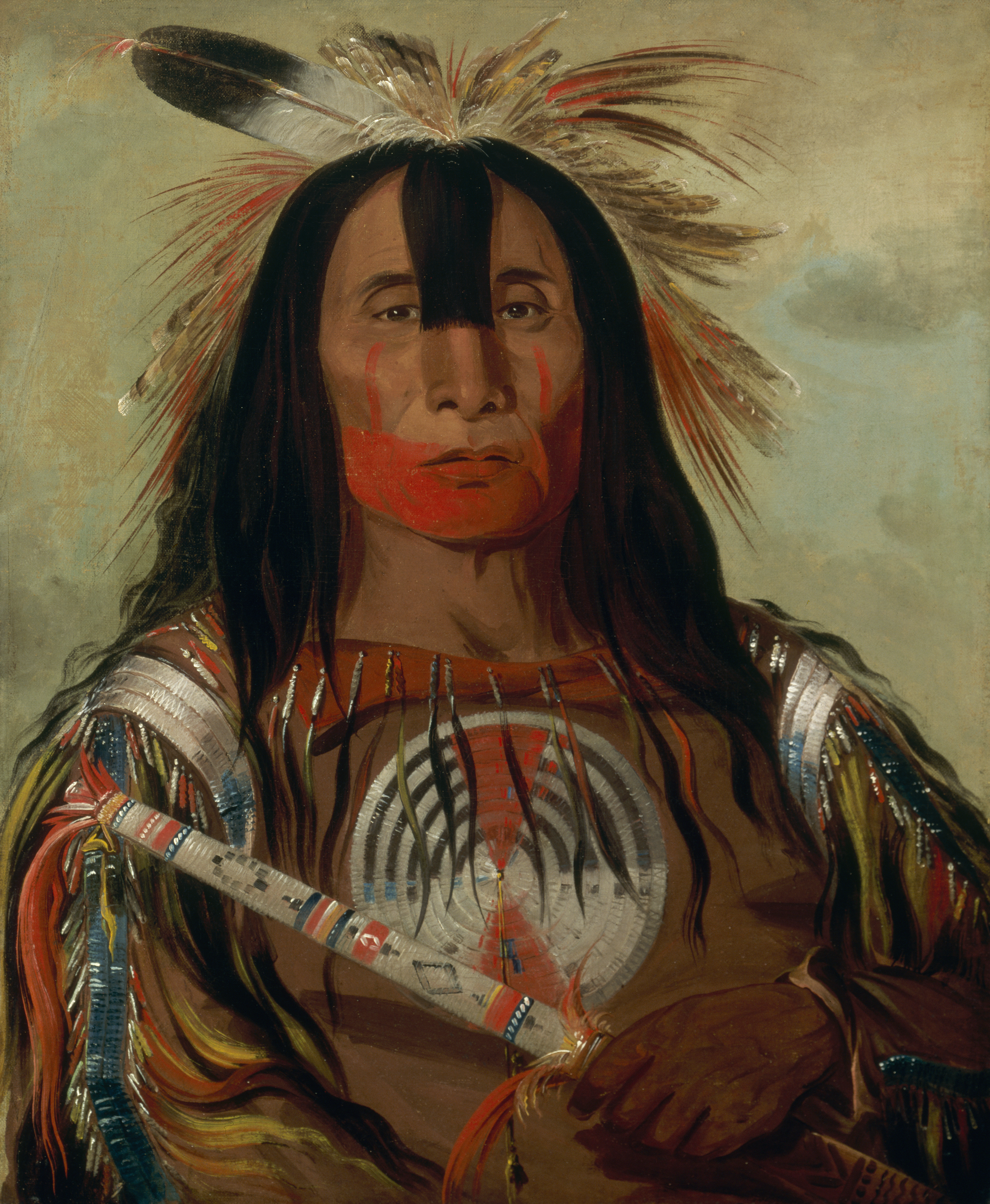
Stu-mick-o-súcks, Buffalo Bull's Back Fat, Oberhäuptling, Blood-Stamm von George Catlin.

Buffalo Bull's Back Fat (englisch, deutsch: „Rückenfett bzw. Höckerfett eines Büffelstiers“; Stu-mick-o-súcks, Stamikosáksi oder ᔈᒣᒍᖾᓭᖽᐧ in der Blackfoot-Sprache) war ein Oberkriegshäuptling der Kainai-Indianer. Er ist heute für das Gemälde bekannt, das George Catlin 1832 von ihm malte und das heute im Smithsonian American Art Museum zu sehen ist.

George Catlin schrieb über Buffalo Bull's Back Fat:

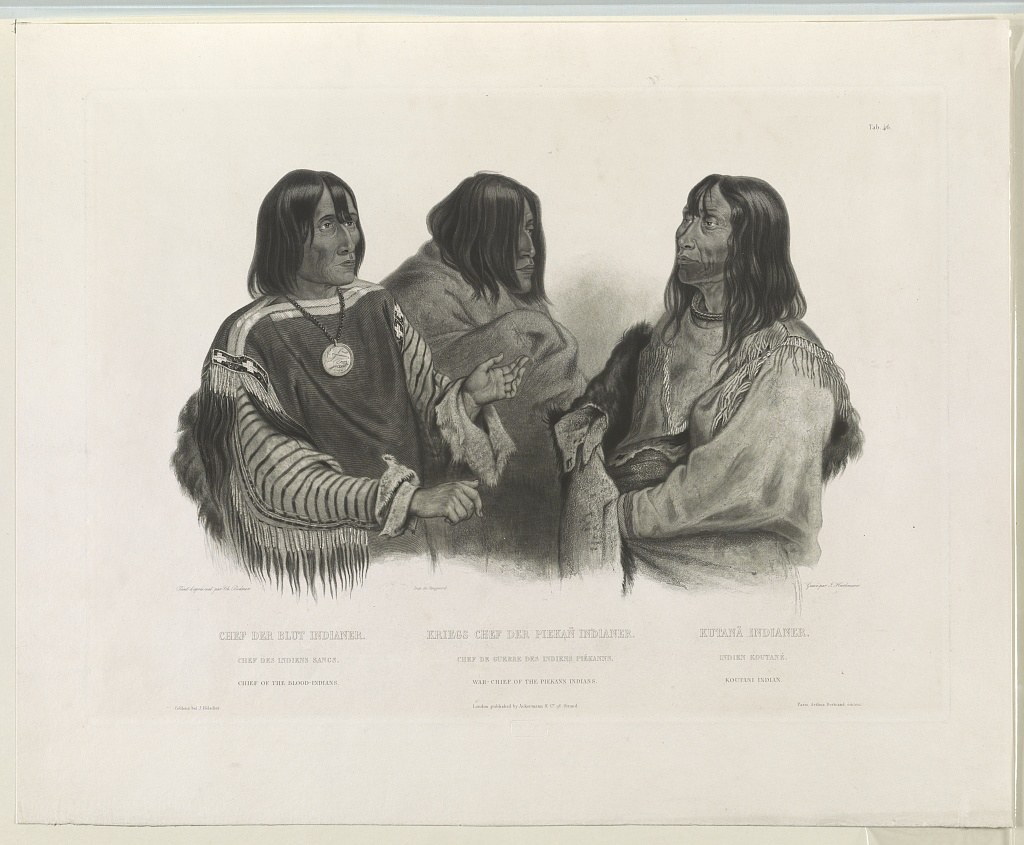
Auch der Schweizer Maler Karl Bodmer malte auf seiner Reise mit Prinz Maximilian zu Wied durch die Great Plains den Kainai-Häuptling Buffalo Bull's Back Fat (links).

„[...] [Z]um Beispiel [bestand] die Kleidung des [...] Häuptlings [...] in einem Hemd oder einer Tunika aus zwei Hirschhäuten, mit dem Halsteil abwärts und so aneinandergefügt, daß die Hinterläufe zusammengenäht waren und die Nähte längs des Armes von den Schultern bis zu den Handknöcheln hinliefen. Jede Naht war mit einer zwei Zoll breiten, sehr schönen Stickerei von Stacheln des Stachelschweines bedeckt, und von dem unteren Rand derselben, von der Schulter bis zur Hand, hingen Fransen von schwarzem Haar, das er den von ihm im Gefecht getöteten Feinden geraubt hatte. Die Beinkleider bestanden aus demselben Stoff, und von der Hüfte bis zu dem Fuß hinab war ein Streifen von gleicher Breite, und auf gleiche Weise mit Stacheln und Haarlocken verziert, angebracht. Letztere werden von den Skalpen entnommen und als Siegeszeichen getragen. [...] Die Mokassins des Häuptlings sind ebenfalls von Hirschhaut gemacht und auf ähnliche Weise verziert. Sein Mantel ist aus der Haut eines jungen Büffelstiers verfertigt, die das Haar behält und auf der inneren, mit Stacheln des Stachelschweins verzierten Seite die Kämpfe der Helden auf sehr sinnreiche, wenn auch rohe Weise in Zeichnungen darstellt. Das Rohr seiner Pfeife ist vier bis fünf Fuß lang [zw. 1,2 und 1,5 Meter lang] und zierlich mit den Spitzen von Stachelschweinstacheln von verschiedener Farbe umwunden; der Kopf ist aus Speckstein geschnitten, wie fast alle Pfeifenköpfe der Indianer. Nach der Aussage der Wilden findet sich dieser Speckstein an einem Ort zwischen dem Fort [Union] und den St.-Anthony-Wasserfällen an den Quellen des Mississippi.“
Das Gemälde wurde in der Ausstellung Pictures from the New World at Schloss Charlottenburg - „Bilder aus der Neuen Welt im Schloss Charlottenburg“ gezeigt, die 1989 in der Orangerie des Schlosses Charlottenburg in Berlin stattfand.

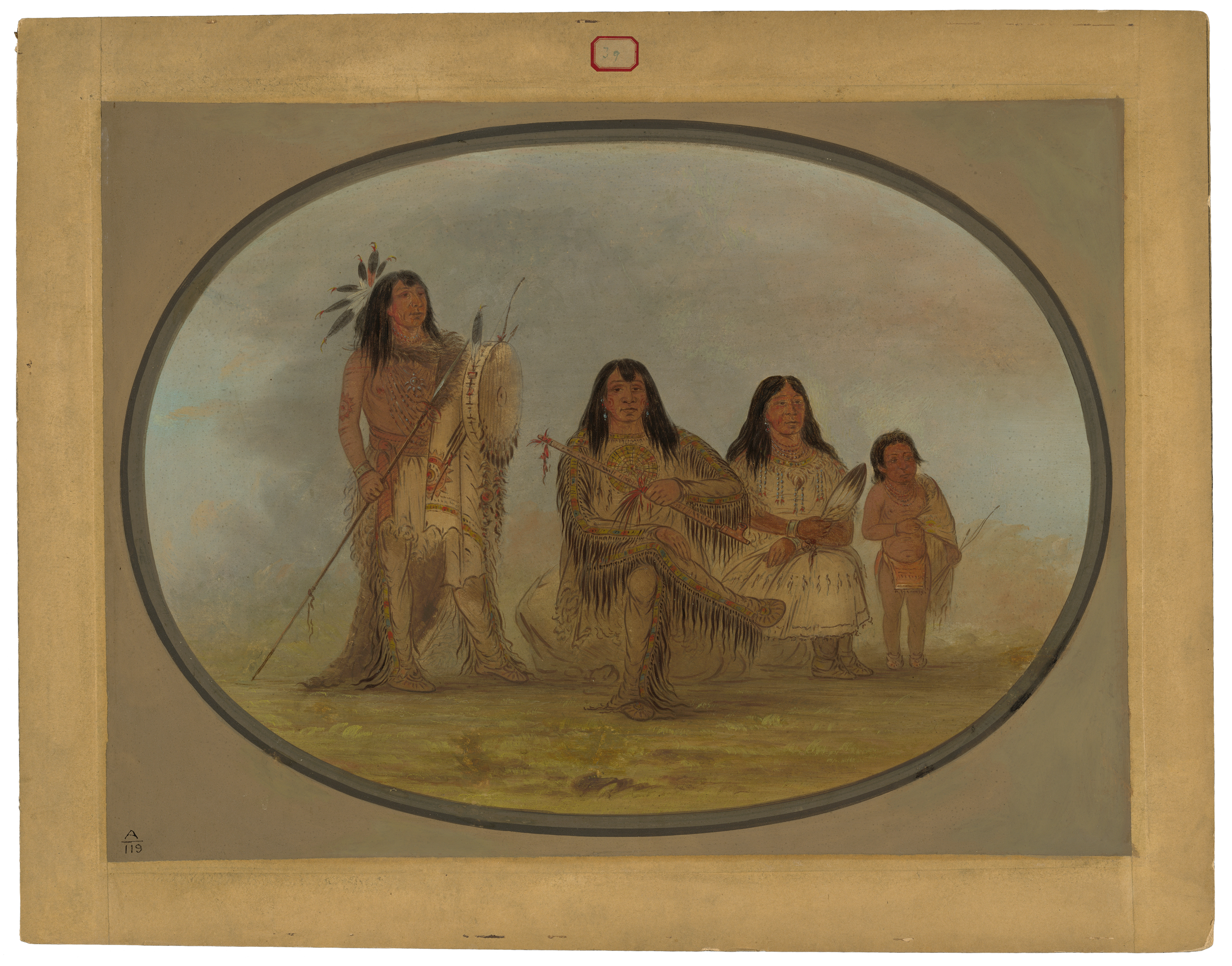
Blackfoot-Schamane Wún-nes-tou, Häuptling Buffalo Bull's Back Fat, seine jüngste Frau und der Enkel.

Über die jüngste Frau und den Enkel des Häuptlings Buffalo Bull's Back Fat schrieb George Catlin:
„Die Frau (Squaw) dieses Häuptlings, Ih-nis-kin (Kristall), habe ich ebenfalls gezeichnet. Sie hat ziemlich angenehme Gesichtszüge, was bei den Schwarzfußindianern eine Seltenheit ist. Sie trug eine Kleideung aus Fellen und war die jüngste und zuletzt gewählte von sechs oder acht Frauen, weshalb sie von ihrem Mann wie ein Augapfel bewacht wurde. Der Enkel dieses Häuptlings (Satschem) [Sachem ist keine korrekte Bezeichnung für einen Häuptling eines Stammes der Great Plains, da Sachem der Name der Waldlandindianer, genauer der Narragansett, war - sachim.], ein Knabe von sechs bis acht Jahren und zu jung, um schon einen Namen zu haben, wurde auch von mir gezeichnet, und zwar in der Tracht eines Kriegers mit Bogen und Köcher und einem Mantel von der Haut eines Waschbären. Die Geschichte dieses Kindes ist interessant. Sein Vater ist tot, und nach dem Ableben des [...] Häuptlings [Buffalo Bull's Back Fat] wird es erbliches Oberhaupt des Stammes. Die Krähenindianer hatten diesen Knaben bereits zweimal geraubt, aber die Schwarzfüße ihn jedesmal mit großem Verlust an Menschen wieder befreit und ihn dann zu Herrn M'Kenzie [Kenneth McKenzie] in das Fort gebracht, wo er bleiben soll, bis er sein Amt als Häuptling zu übernehmen imstande ist.“